# 希博特鄉

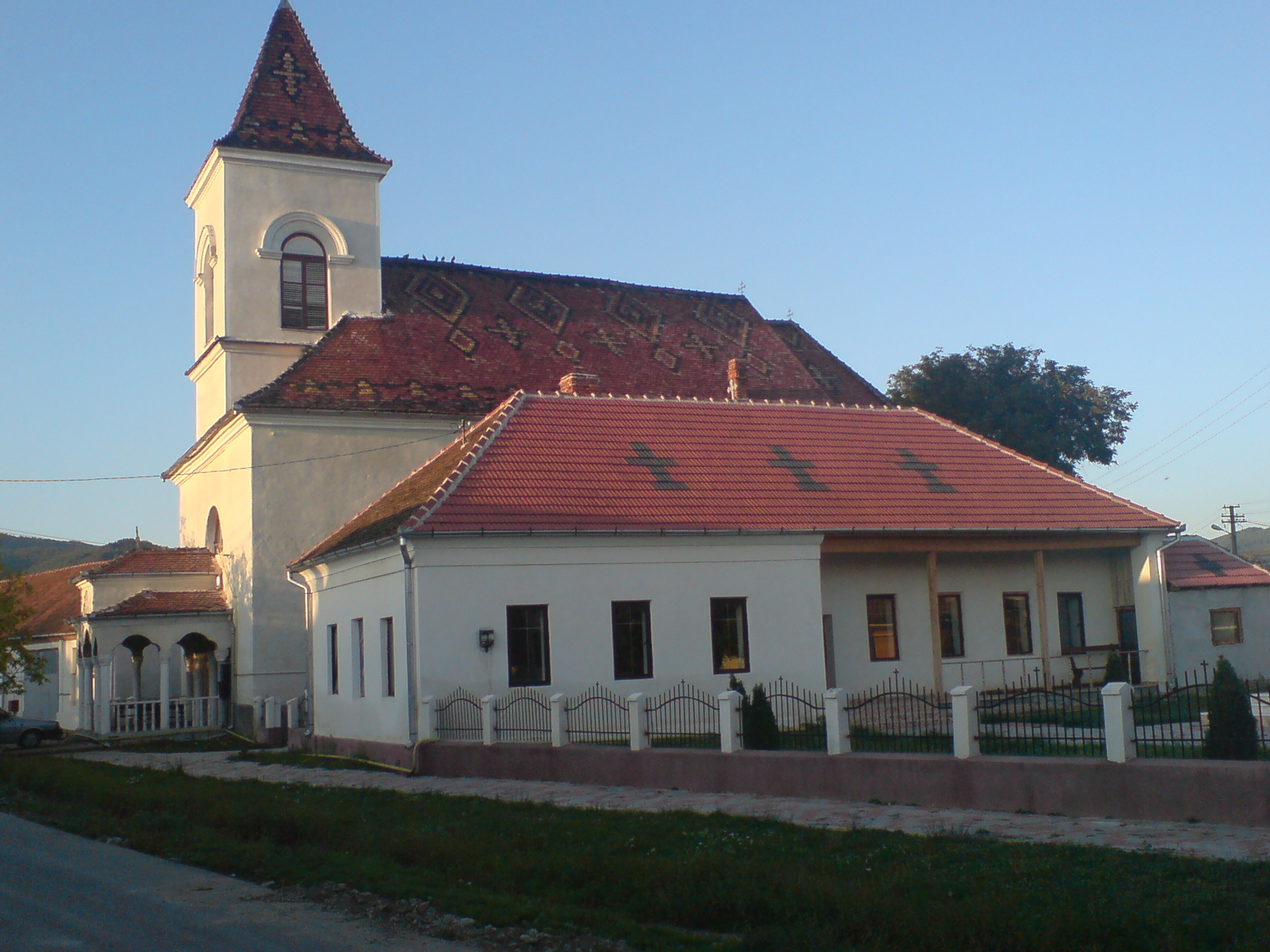
希博特鄉

45°57′N 23°20′E / 45.950°N 23.333°E
希博特鄉（羅馬尼亞語：Comuna Șibot, Alba），是羅馬尼亞的鄉份，位於該國中部，由阿爾巴縣負責管轄，面積42平方公里，海拔高度210米，2011年人口2,236，人口密度每平方公里60人。